# Irmgard Enderle
Pour les articles homonymes, voir Enderle.
Irmgard Enderle (née le 28 avril 1895 à Francfort sur le Main et morte le 20 septembre 1985 à Cologne) est une femme politique, syndicaliste et journaliste allemande. Après un passage au Parti communiste d'Allemagne dont elle est exclue en 1929, elle devient membre du Parti socialiste ouvrier d'Allemagne  puis, après la guerre, du Parti social-démocrate pour lequel elle est élue au Parlement régional de Brême. Elle passe la Seconde Guerre mondiale en exil en Suède où elle est une des dirigeantes de la résistance dans le nord de l'Allemagne. Elle cofonde le Comité des femmes de Brême et milite pour l'égalité professionnelle des femmes. Elle participe aussi à la fondation de plusieurs journaux dont le Weser Kurier et le Bund et publie des articles dans un grand nombre de titres.

## Biographie

### Jeunesse et formation
Irmgard Rasch est née à Francfort-sur-le-Main le 28 avril 1895. Son père, Otto Rasch, est enseignant dans le secondaire et elle aussi suit une formation pour devenir enseignante. Dès l'âge de quatorze ans, elle est membre du mouvement de jeunesse Wandervogel. En 1917, elle réussit un examen d'enseignement et étudie durant plusieurs semestres la pédagogie et l'économie sociale à l'Université de Berlin,.

### Le Parti communiste
Au cours de ces années, elle assiste aux premiers rassemblements politiques d'opposants à la guerre, fonde un groupe d'étudiants socialistes et rejoint la Ligue spartakiste en novembre 1918 puis le Parti communiste d'Allemagne (KPD) qui en est issu. En 1919 elle travaille au Parti d'abord dans le secteur agricole puis, jusqu'en 1929, dans le département des syndicats,. 
Elle occupe un poste de rédactrice syndicale au quotidien Klassenkampf à Halle et, à partir de 1927, le même poste à l'organe central du KPD Rote Fahne.
Irmgard Rasch, appartient alors à l'aile dite "droite" du Parti, autour d'August Thalheimer et Heinrich Brandler. En raison de ce positionnement, elle perd d'abord son poste, au début de 1929, au profit de Ruth Fischer, considérée comme plus en phase avec la direction dite de "gauche", puis est exclue du Parti par la direction stalinienne d'Ernst Thälmann et se retrouve au chômage,.   
Elle rejoint alors le Parti communiste d'opposition nouvellement fondé.    
Elle épouse la même année, August Enderle (en) (1887-1959), journaliste et homme politique.   
En 1932, elle se tourne vers le nouveau Parti socialiste ouvrier d'Allemagne (SAPD), auquel se ralliera plus tard Willy Brandt.    
Le couple s'installe à Breslau où elle devient membre de la direction régionale du SAPD et travaille comme rédactrice pour le SAZ. -Socialistische Arbeiter Zeitung,.   

### L'Allemagne nazie et l'exil suédois
En janvier 1933, le contexte politique change radicalement lorsque le parti national-socialiste prend le pouvoir et fait de l'Allemagne une dictature à parti unique. Travailler pour un parti politique est désormais illégal. August et Irmgard Enderle poursuivent néanmoins clandestinement leur activité au SAPD dans la région de Breslau. Irmgard est arrêtée par la Gestapo et brièvement internée en juin 1933. Deux mois plus tard, elle réussit à s'échapper d'Allemagne vers les Pays-Bas, la Belgique et la Norvège et s'installe en Suède en mars 1934, où elle vit, avec son mari, pendant plus de dix ans,,,. 
À Stockholm, avec son mari et Willy Brandt à partir de 1940, elle appartient à l'équipe dirigeante du SAPD en exil et soutient, entre autres, la résistance dans le nord de l'Allemagne,. Sous les noms de code Kleopatra et J. Reele, elle est active dans le Landesgruppe deutscher Gewerkschafter in Schweden (Groupe national des syndicalistes allemands en Suède) et, jusqu'aux Procès de Moscou en 1937, dans le Bewegung für eine Volksfront (Mouvement pour un front populaire). Avec la Fédération internationale des ouvriers du transport (ITF), Auguste et Irmgard Enderle organisent un système de courrier avec des membres clandestins de Brême, Hambourg, Lübeck et d'autres ports du nord de l'Allemagne pour faire passer des informations et des armes.
Irmdard Enderle écrit pendant cette période pour la presse syndicale suédoise et la Rote Revue (de) publiée à Zürich. Vers 1937-1938, elle se rapproche politiquement du mouvement dissident "Neuer Weg" ("Nouveau Chemin") centré sur Peter Blachstein et Walter Fabian. 
Le SAPD exilé à Stockholm, comme son homologue à Londres, rejoint le Parti social-démocrate d'Allemagne (SPD). C'est au sein de ce parti qu'Irmgard Enderle passera le reste de sa carrière politique,. 

### L'après-guerre
August et Irmgard Enderle retournent en Allemagne durant l'été 1945, avec l'aide de la Fédération internationale des ouvriers du transport. Ils s'installent à Brême et se préoccupent de reconstruire le SPD local et la structure syndicale de Brême.  

#### Le Comité des femmes
Irmgard Enderle est une femme importante au sein du Mouvement des femmes de Brême. En 1946, avec Agnes Heineken, Anna Stiegler, Käthe Popall et Anna Klara Fischer, elle fonde le Comité des femmes de Brême, une fédération apolitique et non confessionnelle d'organisations de femmes de tous les niveaux de la société dans la région de Brême. Entre 1946 et 1947, elle préside le comité, avant d'être remplacée à ce poste par Charlotte Niehaus (de),. 
Irmgard Enderle considère que l'économie allemande doit prendre le travail des femmes au sérieux et ne pas les renvoyer au foyer comme ce fut le cas après la Première Guerre mondiale. « S'il y a crise et chômage, la problème ne sera jamais résolu "que les femmes mariées sont éliminées de l'emploi rémunéré. Cela signifie seulement une évasion et une distraction des vrais problèmes, aux dépens d'une petite partie de la société, que l'on considère sans défense. [...] les femmes ne peuvent plus être exclues de la vie professionnelle, il y a trop de besoin de travail, trop de domaines dans lesquels elles se sont distinguées depuis longtemps et sont devenues indispensables. [...] Nous serions loin de la démocratie à laquelle nous aspirons si les femmes n'avaient pas enfin le même droit à un emploi rémunéré et le droit de choisir un métier que les hommes ! »,. 

#### La politique
En avril 1946, Irmgard Enderle est membre du Parlement nommé de Brême (de) mis en place par les alliés, puis élue au Parlement régional de Brême en octobre 1946. Elle est également membre du Conseil économique bizonal (en), de 1948 à 1949, institution législative d'après guerre dans les zones d'occupation américaine et britannique (Bizone) et qui préfigure le Bundestag .

#### Le journalisme
En septembre 1945, Irmgard Enderle est cofondatrice à Brême du journal Weser Kurier (de) et fait partie de son équipe éditoriale jusqu'en 1947.  Elle y écrit surtout des articles sur des questions économiques, mais aussi sur la politique des femmes, dans la page spéciale Die Stimme der Frau (La voix de la femme).   
Dans un article du 16 mars 1946, elle déclare qu'après les années de national-socialisme et la confiance parfois aveugle des femmes dans la politique hitlérienne, il est maintenant temps de donner aux femmes des droits démocratiques. « Maintenant, il faut prouver que nous, les femmes allemandes, sommes dignes de posséder les libertés démocratiques et que nous savons les exploiter. [...] Il ne s'agit pas des droits des femmes, il s'agit en fait des devoirs des femmes. ».  
Le début de la Guerre froide provoque son licenciement du journal. Le couple Enderle s'installe à Cologne en avril 1947,.  
Entre 1947 et 1949, elle édite le journal Bund et, de 1949 à 1951, le journal de la Confédération des syndicats, Welt der Arbeit. Elle travaille également comme journaliste indépendante,.  

#### Le syndicalisme
Parallèlement à cela, elle a des responsabilités dans le mouvement syndical. Entre 1950 et 1955, elle est membre de l'exécutif du syndicat des travailleurs de l'imprimerie, IG Druck und Papier, et à un moment donné, elle est présidente du Syndicat des journalistes allemands, Deutsche Journalistinnen- und Journalisten.-Union et du Comité des femmes de la Confédération allemande des syndicats.  
Elle est membre de l'Association des persécutés du régime nazi et de l'Union humaniste (de).
Irmgard Enderle décède à Cologne le 20 septembre 1985.
Peu après sa mort, le 20 septembre 1985, Willy Brandt, ami de longue date, lui rend hommage dans une lettre adressée à la section de Cologne-Sülz du SPD : « Je me souviens surtout de ses contributions concises aux discussions. Elle a motivé de nombreuses personnes qui menaçaient de se décourager au cours de ces années. Elle mérite que nous ne la commémorions pas simplement en passant. ».